# Torneo de las Seis Naciones 2013
El Torneo de las Seis Naciones 2013 de rugby, o también denominado 2013 RBS 6 Nations debido al patrocinio del Bank of Scotland, fue la decimocuarta edición de este torneo en el formato de Seis Naciones. El torneo empezó el 2 de febrero y concluyó el 16 de marzo de 2013.

## Países participantes
| Selección  | Estadio local       | Ciudad    | Entrenador             | Capitán        |
| ---------- | ------------------- | --------- | ---------------------- | -------------- |
| Inglaterra | Twickenham Stadium  | Londres   | Stuart Lancaster       | Chris Robshaw  |
| Francia    | Stade de France     | París     | Philippe Saint-André   | Pascal Papé    |
| Irlanda    | Aviva Stadium       | Dublín    | Declan Kidney          | Jamie Heaslip  |
| Italia     | Stadio Olimpico     | Roma      | Jacques Brunel         | Sergio Parisse |
| Escocia    | Murrayfield Stadium | Edimburgo | Scott Johnson Interino | Kelly Brown    |
| Gales      | Millennium Stadium  | Cardiff   | Rob Howley Interino    | Sam Warburton  |

## Clasificación
| Posición | País       | Juegos | Juegos | Juegos | Juegos | Puntos  | Puntos   | Puntos | Puntos | Tabla de puntos |
| Posición | País       | J.     | G.     | E.     | P.     | A favor | En cont. | Dif.   | Ensa.  | Tabla de puntos |
| -------- | ---------- | ------ | ------ | ------ | ------ | ------- | -------- | ------ | ------ | --------------- |
| 1        | Gales      | 5      | 4      | 0      | 1      | 122     | 66       | +56    | 9      | 8               |
| 2        | Inglaterra | 5      | 4      | 0      | 1      | 94      | 78       | +16    | 5      | 8               |
| 3        | Escocia    | 5      | 2      | 0      | 3      | 98      | 107      | -9     | 7      | 4               |
| 4        | Italia     | 5      | 2      | 0      | 3      | 75      | 111      | -36    | 5      | 4               |
| 5        | Irlanda    | 5      | 1      | 1      | 3      | 72      | 81       | -9     | 5      | 3               |
| 6        | Francia    | 5      | 1      | 1      | 3      | 73      | 91       | -18    | 6      | 3               |

## Premios especiales
- Grand Slam: desierto.
- Triple Corona: desierto.
- Copa Calcuta:  Inglaterra.
- Trofeo Garibaldi:  Italia.
- Millennium Trophy:  Inglaterra
- Cuchara de madera: desierto.
- Centenary Quaich:  Escocia

## Calendario de partidos[2]

### 1.ª Jornada
| 2 de febrero de 2013 13:30 GMT | Gales | 22 - 30 | Irlanda | Millennium Stadium, Cardiff,                                       |                                                                    |
|                                | try: Cuthbert 47' c Halfpenny 58' m Mitchell 75' c con: Halfpenny (2/3) 49', 76' pen: Halfpenny (1/1) 33' |         | try: Zebo 10' c Healy 23' c O'Driscoll 42' c con: Sexton (3/3) 11', 25', 43' pen: Sexton (3/3) 20', 28', 40' | Asistencia: 71.524 espectadores Árbitro(s): Romain Poite (Francia) | Asistencia: 71.524 espectadores Árbitro(s): Romain Poite (Francia) |

| 2 de febrero de 2013 16:00 GMT | Inglaterra | 38 - 18 | Escocia                                                                          | Twickenham Stadium, Londres,                                        |                                                                     |
|                                | try: Ashton 30' c Twelvetrees 42' c Parling 53' m Care 80' c con: Farrell (3/4) 31', 43', 80' pen: Farrell (4/4) 2', 13', 18', 37' |         | try: Maitland 9' m Hogg 70' c con: Laidlaw (1/2) 70' pen: Laidlaw (2/2) 19', 39' | Asistencia: 81.347 espectadores Árbitro(s): Alain Rolland (Irlanda) | Asistencia: 81.347 espectadores Árbitro(s): Alain Rolland (Irlanda) |

| 3 de febrero de 2013 15:00 GMT | Italia | 23 - 18 | Francia                                                                              | Stadio Olimpico, Roma,                                          |                                                                 |
|                                | try: Parisse 4' c Castrogiovanni 56' c con: Orquera (2/2) 5', 58' pen: Orquera (1/1) 17' drop: Orquera 14' Burton 68' |         | try: Picamoles 11' m Fall 33' c con: Michalak (1/2) 33' pen: Michalak (2/3) 27', 49' | Asistencia: 57.547 espectadores Árbitro(s): Nigel Owens (Gales) | Asistencia: 57.547 espectadores Árbitro(s): Nigel Owens (Gales) |

### 2.ª Jornada
| 9 de febrero de 2013 14:30 GMT | Escocia | 34 - 10 | Italia                                                        | Murrayfield Stadium, Edimburgo,                                     |                                                                     |
|                                | try: Visser 28' c Scott 42' c Hogg 47' c Lamont 68' c con: Laidlaw (4/4) 30', 44', 48', 69' pen: Laidlaw (2/2) 15', 24' |         | try: Zanni 73' c con: Burton (1/1) 74' pen: Orquera (1/2) 39' | Asistencia: 50.247 espectadores Árbitro(s): Jaco Peyper (Sudáfrica) | Asistencia: 50.247 espectadores Árbitro(s): Jaco Peyper (Sudáfrica) |

| 9 de febrero de 2013 17:00 GMT | Francia                      | 6 - 16 | Gales                                                                        | Stade de France, París,                                             |                                                                     |
|                                | pen: Michalak (2/2) 14', 52' |        | try: North 71' c con: Halfpenny (1/1) 73' pen: Halfpenny (3/3) 17', 42', 74' | Asistencia: 80.000 espectadores Árbitro(s): George Clancy (Irlanda) | Asistencia: 80.000 espectadores Árbitro(s): George Clancy (Irlanda) |

| 10 de febrero de 2013 15:00 GMT | Irlanda                    | 6 – 12 | Inglaterra                           | Aviva Stadium, Dublín,                                             |                                                                    |
|                                 | pen: O'Gara (2/3) 44', 57' |        | pen: Farrell (4/6) 2', 28', 63', 65' | Asistencia: 51,000 espectadores Árbitro(s): Jérôme Garcès (France) | Asistencia: 51,000 espectadores Árbitro(s): Jérôme Garcès (France) |

### 3.ª Jornada
| 23 de febrero de 2013 14:30 GMT | Italia                         | 9 - 26 | Gales                                                                                                 | Stadio Olimpico, Roma,                                             |                                                                    |
|                                 | pen: Burton (3/3) 9', 29', 49' |        | try: Davies 44' c Cuthbert 61' c con: Halfpenny (2/2) 45', 61' pen: Halfpenny (4/5) 7', 15', 19', 52' | Asistencia: 73.526 espectadores Árbitro(s): Romain Poite (Francia) | Asistencia: 73.526 espectadores Árbitro(s): Romain Poite (Francia) |

| 23 de febrero de 2013 17:00 GMT | Inglaterra                                                                   | 23 - 13 | Francia                                                                       | Twickenham Stadium, Londres,                                          |                                                                       |
|                                 | try: Tuilagi 54' m pen: Farrell (4/5) 1', 27', 33', 47' Flood (2/2) 72', 76' |         | try: Fofana 29' c con: Parra (1/1) 31' pen: Parra (1/3) 4' Michalak (1/1) 56' | Asistencia: 82.000 espectadores Árbitro(s): Craig Joubert (Sudáfrica) | Asistencia: 82.000 espectadores Árbitro(s): Craig Joubert (Sudáfrica) |

| 24 de febrero de 2013 15:00 GMT | Escocia                               | 12 - 8 | Irlanda                                  | Murrayfield Stadium, Edimburgo,                                       |                                                                       |
|                                 | pen: Laidlaw (4/4) 52', 59', 63', 73' |        | try: Gilroy 43' m pen: Jackson (1/3) 35' | Asistencia: 67.006 espectadores Árbitro(s): Wayne Barnes (Inglaterra) | Asistencia: 67.006 espectadores Árbitro(s): Wayne Barnes (Inglaterra) |

### 4.ª Jornada
| 9 de marzo de 2013 14:30 GMT | Escocia                                        | 18 - 28 | Gales                                                                                              | Murrayfield Stadium, Edimburgo,                                       |                                                                       |
|                              | pen: Laidlaw (6/8) 6', 12', 26', 37', 48', 60' |         | try: Hibbard 23' c con: Halfpenny (1/1) 23' pen: Halfpenny (7/10) 4', 40', 46', 55', 58', 67', 71' | Asistencia: 67.144 espectadores Árbitro(s): Craig Joubert (Sudáfrica) | Asistencia: 67.144 espectadores Árbitro(s): Craig Joubert (Sudáfrica) |

| 9 de marzo de 2013 17:00 GMT | Irlanda                                                               | 13 - 13 | Francia                                                                              | Aviva Stadium, Dublín,                                              |                                                                     |
|                              | try: Heaslip 10' c con: Jackson (1/1) 11' pen: Jackson (2/4) 29', 32' |         | try: Picamoles 73' c con: Michalak (1/1) 74' pen: Michalak (1/3) 26' Parra (1/2) 53' | Asistencia: 51.000 espectadores Árbitro(s): Steve Walsh (Australia) | Asistencia: 51.000 espectadores Árbitro(s): Steve Walsh (Australia) |

| 10 de marzo de 2013 15:00 GMT | Inglaterra                                   | 18 - 11 | Italia                                        | Twickenham Stadium, Londres,                                        |                                                                     |
|                               | pen: Flood (6/6) 3', 15', 37', 40', 43', 61' |         | try: McLean 48' m pen: Orquera (2/3) 17', 47' | Asistencia: 81.458 espectadores Árbitro(s): George Clancy (Irlanda) | Asistencia: 81.458 espectadores Árbitro(s): George Clancy (Irlanda) |

### 5.ª Jornada
| 16 de marzo de 2013 14:30 GMT | Italia                                                                                            | 22 - 15 | Irlanda                              | Stadio Olimpico, Roma,                                                |                                                                       |
|                               | try: Venditti 48' c con: Orquera (1/1) 49' pen: Orquera (4/5) 13', 21', 69', 80' Garcia (1/2) 35' |         | pen: Jackson (4/5) 5', 40', 52', 57' | Asistencia: 74.174 espectadores Árbitro(s): Wayne Barnes (Inglaterra) | Asistencia: 74.174 espectadores Árbitro(s): Wayne Barnes (Inglaterra) |

| 16 de marzo de 2013 17:00 GMT | Gales | 30 - 3 | Inglaterra             | Millennium Stadium, Cardiff,                                        |                                                                     |
|                               | try: Cuthbert (2) 56' m, 65' c con: Biggar (1/1) 66' drop: Biggar 64' pen: Halfpenny (4/4) 10', 17', 23', 51' Biggar (1/1) 70' |        | pen: Farrell (1/3) 20' | Asistencia: 74.104 espectadores Árbitro(s): Steve Walsh (Australia) | Asistencia: 74.104 espectadores Árbitro(s): Steve Walsh (Australia) |

| 16 de marzo de 2013 20:00 GMT | Francia | 23 - 16 | Escocia                                                                  | Stade de France, París,                                         |                                                                 |
|                               | try: Fofana 65' c Médard 70' c con: Michalak (1/1) 66' Machenaud (1/1) 71' pen: Michalak (3/3) 44', 49', 53' |         | try: Visser 75' c con: Jackson (1/1) 75' pen: Laidlaw (3/3) 8', 14', 58' | Asistencia: 81.158 espectadores Árbitro(s): Nigel Owens (Gales) | Asistencia: 81.158 espectadores Árbitro(s): Nigel Owens (Gales) |